# اریستاتل کالیس
اریستاتل کالیس (به انگلیسی: Aristotle Kallis) (که در ایران با نام ارسطو کالیس هم شناخته می‌شود) (زادهٔ ۱۹۷۰) تاریخ‌دان بریتانیایی است. تخصص او در تاریخ معاصر اروپا با تمرکز بر فاشیسم در آلمان و ایتالیای میان جنگ دوم و تبلیغات ناسیونال‌سوسیالیستی است. او کتاب‌های بسیاری را به رشته تحریر در آورده‌است که از آن میان کتاب ایدئولوژی فاشیست: سرزمین و گسترش‌طلبی در ایتالیا و آلمان ۱۹۲۲-۱۹۴۵ او توسط جهانگیر معینی علمداری به فارسی هم ترجمه شده و توسط انتشارات امیرکبیر به چاپ رسیده‌است.
کالیس تاریخ را در دانشگاه‌های ادینبرو، بریستول و لنکستر خوانده‌است. در ۲۰۱۶ او استاد دانشگاه کیل گردید.